# Croton icabarui
Espèce
Croton icabarui est une espèce de plantes à fleurs du genre Croton et de la famille des Euphorbiaceae. Elle est présente du sud-est de la Colombie au sud du Venezuela.